# Štefan Senecký
Štefan Senecký (Nitra, 6 gennaio 1980) è un calciatore slovacco, portiere del Ankaragücü.

## Carriera

### Club

#### Nitra
Tra il 1987 e il 1998 milita nelle giovanili del Nitra squadra slovacca nella quale esordirà in Corgoň Liga nella stagione 1998-99, dopo aver vinto il campionato di seconda divisione. Nella stagione successiva la squadra retrocede in 1. Slovenská Futbalová Liga insieme ad altre sei squadre. Dopo diverse stagioni vissute in seconda divisione la squadra vince nuovamente il campionato nella stagione 2004-05 ottenendo la promozione in prima divisione. In campionato la squadra raggiunge una posizione discreta al centro classifica rimane in massima divisione anche per la successiva stagione. Nella stagione 2006-2007 il Nitra di Senecký
giunge al sesto posto in campionato mantenendo la terza miglior difesa.

#### Ankaraspor e i prestiti

##### Ankaraspor
Nel 2007 accetta di andare in Turchia per giocare nell'Ankaraspor. Nella stagione 2007-08 il portiere slovacco gioca da titolare: l'Ankaraspor giunge decimo ed ottiene una delle migliori difese del campionato. Nel campionato 2009 l'Ankaraspor si salva nelle ultime giornate, pur giungendo nuovamente in decima posizione. Nella stagione 2009-10 Senecký gioca solo quattro incontri poiché la squadra è immediatamente retrocessa per presunti illeciti, e passa all'Ankaragücü.

##### In prestito: Ankaragucu e Slavia Praga
Gioca pochi incontri con la nuova squadra prima di passare allo Slavia Praga, in Gambrinus Liga, prima divisione del campionato ceco: con i Sešívaní scende in campo quattro volte prima di essere ceduto nuovamente all'Ankaragücü.

#### Ankaragucu
Esordisce il 30 ottobre 2010 in Eskişehirspor-Ankaragücü 0-0, incontro di Süper Lig.

## Palmarès
- 1. Slovenská Futbalová Liga: 2

Nitra: 1997-98, 2004-05